# Informatyka chemiczna
Informatyka chemiczna (chemioinformatyka) – nauka zajmująca się wykorzystaniem informatyki do rozwiązywania różnorodnych problemów chemicznych.
Te techniki, nazywane często metodami in silico, wykorzystywane są do przeprowadzania obliczeń w chemii obliczeniowej i chemii kwantowej, a także w procesie projektowania leków.

## Historia
Termin „chemioinformatyka” został po raz pierwszy zdefiniowany przez Franka K. Browna w 1998 roku:

Chemioinformatyka polega na wykorzystaniu zasobów informatycznych koniecznych do przekształcenia danych w informacje a informacji w wiedzę celem szybszego podejmowania lepszych decyzji na polu identyfikacji i optymalizacji leków.

## Podstawy
Chemioinformatyka wykorzystuje dorobek chemii i informatyki do rozwiązywania problemów takich jak teoria grafów chemicznych oraz wyczerpujące badania przestrzeni chemicznej. Przeprowadzone dotychczas obliczenia wskazują, że cała przestrzeń chemiczna zawiera co najmniej {\displaystyle 10^{60}} możliwych związków chemicznych.
Chemioinformatyka zajmuje się także tworzeniem i usprawnianiem narzędzi pozwalających przeszukiwać chemiczne bazy danych oraz integrowaniem i porządkowaniem deponowanych tam informacji. Nauka ta znajduje zastosowanie w wielu gałęziach przemysłu chemicznego do analizy i przetwarzania danych chemicznych.

## Zastosowania

### Chemiczne bazy danych
Przechowywanie i katalogowanie danych stanowi jeden z głównych celów tej dyscypliny. Tematyka ta wiąże się z takimi zagadnieniami nauk komputerowych jak eksploracja danych oraz uczenie maszynowe. Problemy badawcze związane z eksploracją danych koncentrują się na:
- eksploracji baz danych
- eksploracji grafów
- eksploracji związków chemicznych
- analizy sekwencji (jednakże jest to głównie domena bioinformatyki)
- analizy danych strukturalnych

#### Formaty plików chemicznych
Do wygodnego przechowywania informacji o wzorach strukturalnych związków chemicznych wykorzystuje się wyspecjalizowane formaty zapisu danych, takich jak oparty na XML-u Chemical Markup Language oraz SMILES. Dane w tej postaci są często deponowane w dużych bazach danych. Formaty zapisu z rozszerzeniami takimi jak .pdb, .ent lub .cif służą do przechowywania informacji o przestrzennej budowie związków chemicznych natomiast wiele innych zawiera dane jedynie o wzorze dwuwymiarowym lub właściwościach fizykochemicznych.

### Screening wirtualny
W przeciwieństwie do screeningu wysokoprzepustowego metoda ta zakłada wygenerowanie rozległej wirtualnej biblioteki związków chemicznych, które następnie poddawane są analizie. Zazwyczaj polega ona na przeprowadzeniu dokingu molekularnego w celu znalezienia związków najsilniej oddziałujących z cząsteczką, którą próbkuje się bibliotekę. W niektórych przypadkach stosuje się też chemię kombinatoryczną do rozbudowy potrzebnej biblioteki związków. Często także stosuje się przeszukiwanie bibliotek złożonych z wyizolowanych związków naturalnych.

### Ilościowa zależność między strukturą a reaktywnością (QSAR)
Termin „ilościowa zależność między strukturą a reaktywnością” (QSAR, z ang quantitative structure–activity relationship) obejmuje szereg technik obliczeniowych i statystycznych wykorzystywanych do przewidywania aktywności biologicznej związków w oparciu o ich strukturę bez odwoływania się do metod modelowania molekularnego. QSAR wykazuje znaczne podobieństwo metodologiczne do chemometrii, szczególnie pod kątem statystycznej obróbki danych.